# Linearna transformacija
Línearna transformácija (tudi línearni operátor) je značilna vrsta preslikave iz linearne algebre. Pomeni homomorfizem vektorskih prostorov.
Naj bosta {\displaystyle V} in {\displaystyle U} vektorska prostora nad obsegom {\displaystyle O}. Preslikava {\displaystyle A:{V\rightarrow U}} je linearna transformacija, če za vsak {\displaystyle x} in {\displaystyle y} iz {\displaystyle V} ter za vsak {\displaystyle \alpha } iz {\displaystyle O} velja:
- aditivnost: {\displaystyle A(x+y)=Ax+Ay\!\,}
- homogenost: {\displaystyle A(\alpha x)=\alpha Ax\!\,}

Linearna preslikava ohranja linearne kombinacije, zato se lahko zgornji lastnosti zapiše tudi kot
{\displaystyle A(\alpha _{1}x_{1}+\alpha _{2}x_{2}+\cdots +\alpha _{n}x_{n})=\alpha _{1}Ax_{1}+\alpha _{2}Ax_{2}+\cdots +\alpha _{n}Ax_{n}}

## Jedro in slika
Jedro in sliko linearne transformacije {\displaystyle A:{V\rightarrow U}} definiramo analogno kot pri homomorfizmih grup:
{\displaystyle \ker(A)=\{\,x\in V:Ax=0\,\}}
{\displaystyle \operatorname {im} (A)=\{\,Ax:x\in V\,\}}
Množica {\displaystyle \ker(A)} je podprostor prostora {\displaystyle V}, {\displaystyle \operatorname {im} (A)} pa podprostor prostora {\displaystyle U}.
Če {\displaystyle V=U}, pravimo, da je {\displaystyle A} endomorfizem. Množica {\displaystyle \operatorname {End} (V)} vseh endomorfizmov iz {\displaystyle V} v {\displaystyle V} tvori asociativno algebro nad {\displaystyle V} z operacijami adicije, kompozicije in množenja s skalarji.
Vsi bijektivni endomorfizmi (avtomorfizmi) tvorijo grupo {\displaystyle \operatorname {Aut} (V)} z operacijo kompozicije.